# Internalina A
La Internalina A es una proteína codificada por el gen inlA, parte de la familia de internalinas, que participa en procesos de invasión celular y se le considera como un factor de virulencia. 